# Dystrykt metropolitalny Cape Coast
Okręg Miejski Cape Coast jest dystryktem w Regionie Centralnym w Ghanie, ze stolicą w Cape Coast. Według spisu w 2021 roku liczy 189,9 tys. mieszkańców. 